# Pushball

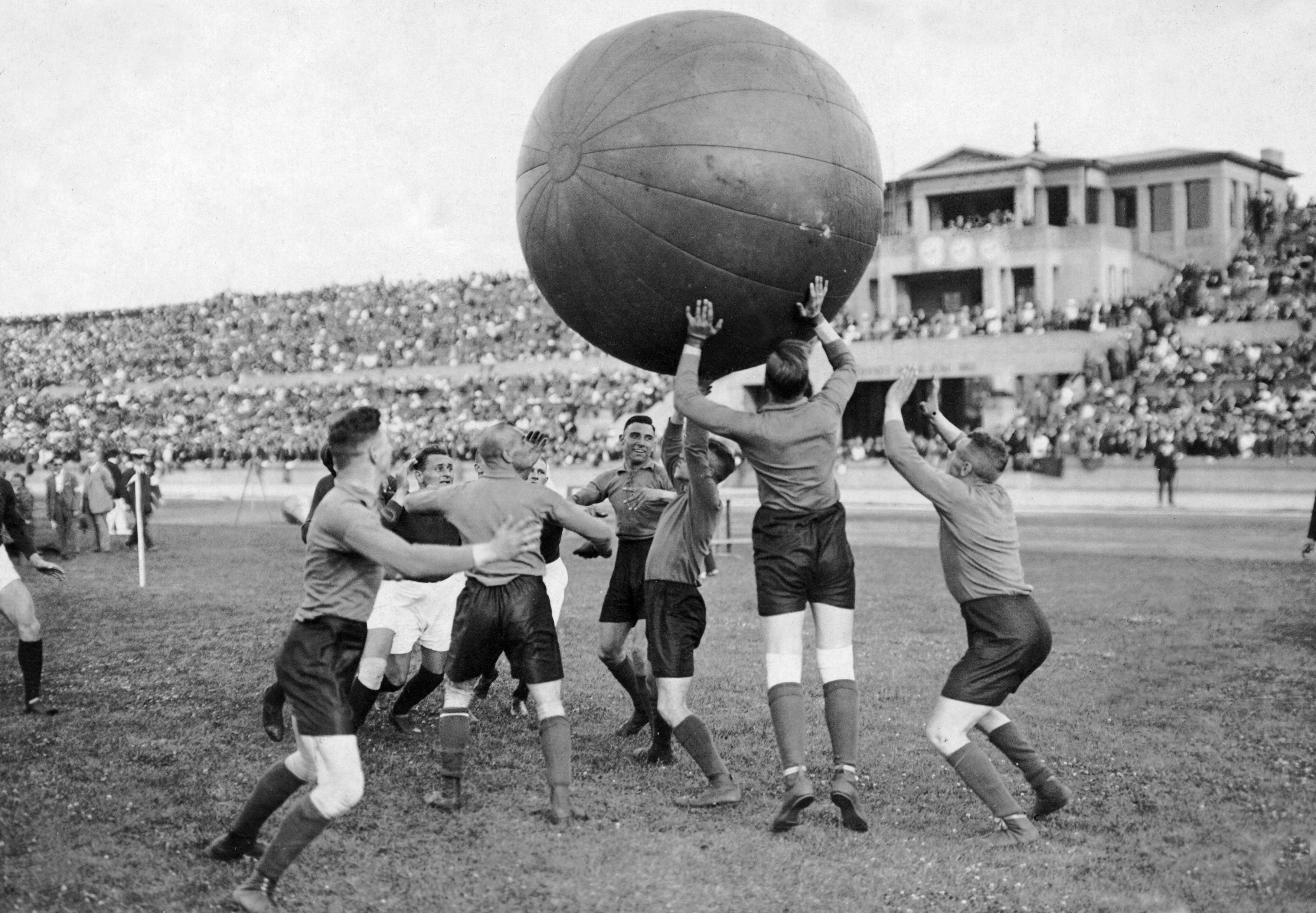
Das erste deutsche Pushballspiel im Deutschen Stadion Berlin, 1924

Pushball ist eine seltene Ballsportart für zwei Mannschaften, bei der ein großer Ball in das gegnerische Tor befördert werden soll.

## Geschichte

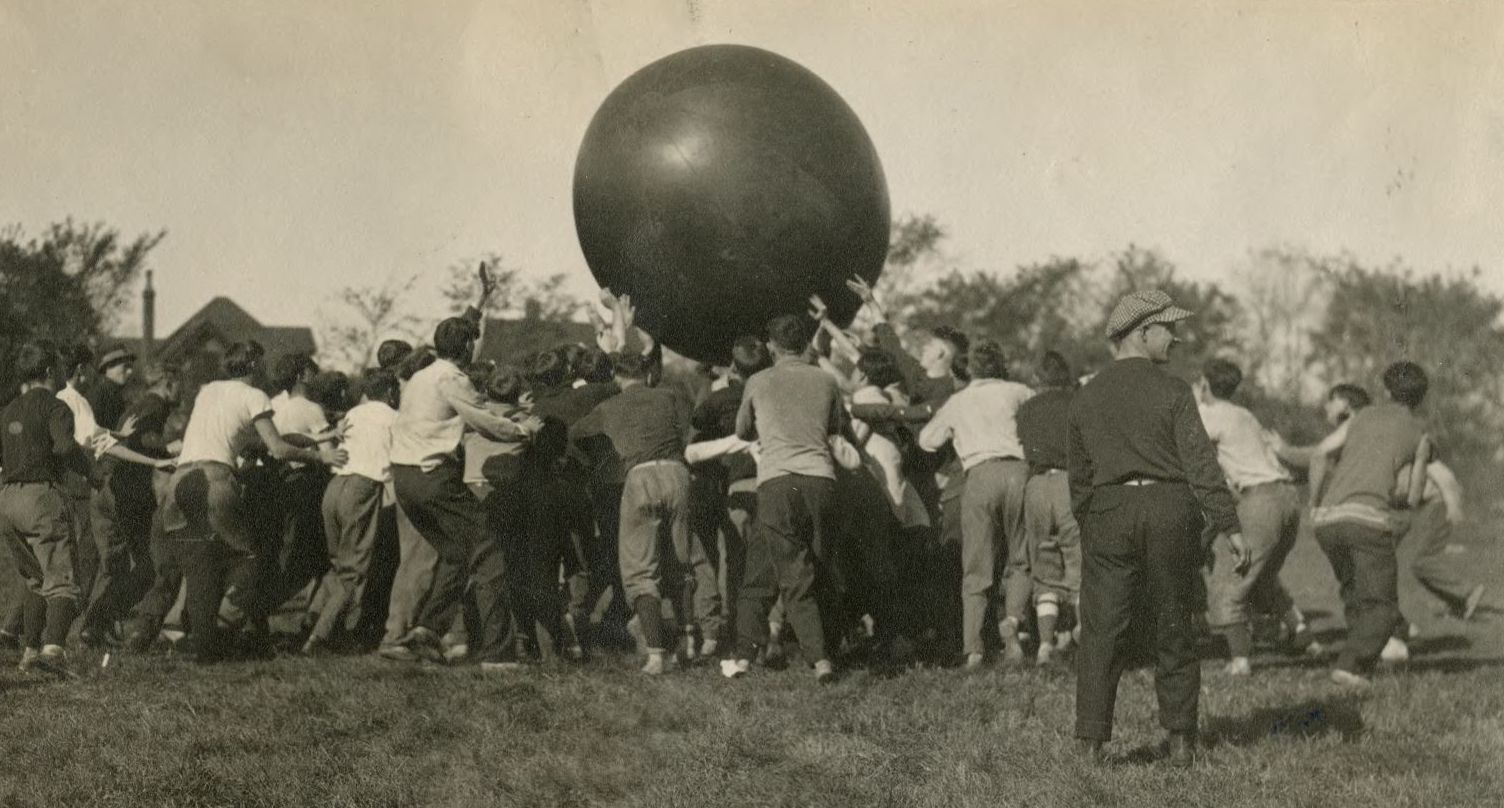
Pushball im Macalester College, USA, 1904

1891 erfand M. G. Crane das Spiel Pushball in Newton, Massachusetts. Danach wurde es zuerst an der Harvard University und dann auch an anderen Colleges in den USA gespielt. In England gab es die erste Begegnung im Crystal Palace 1902.
In den 1920er Jahren fand das Pushballspiel auch in weiteren europäischen Ländern eine gewisse Aufmerksamkeit. In Deutschland fand das erste Spiel 1924 in Berlin statt. Der Dresdner SC hatte 1928 eine eigene Mannschaft. Es wurde gelegentlich auch im Zirkus vorgeführt. In der Sowjetunion gehörte Pushball (Puschbol) 1928 zum Programm der ersten landesweiten Spartakiade.
Danach wurde Pushball nur noch selten gespielt und kam nach den 1950er Jahren weitgehend außer Gebrauch. Von 1987 ist noch ein Spiel von US-Soldaten in Berlin-Lichterfelde dokumentiert.

## Regeln
Es gibt US-amerikanische und englische Regeln, die etwas voneinander abweichen.
Das Spielfeld sollte 140 yard (130 Meter) lang und 50 yard (46 Meter) breit sein, die Tore 5,5 Meter hoch und etwa 6,1 Meter breit, mit einer Zwischenlatte in 2,1 Meter Höhe.
Die Mannschaften bestehen aus jeweils elf (USA) oder acht (England) Spielern. Wird der Ball unter die Latte in das Tor befördert, gibt es 5 Punkte, fliegt er über die Latte, gibt es 8 Punkte.
Der Hohlball hat einen Durchmesser von etwa 1,50 bis 1,85 Meter und ist etwa 23 Kilogramm schwer. 
Ein Spiel besteht aus zwei Spielhälften oder aus vier Spielhälften zu je 10 Minuten.
Wahrscheinlich variierten die Regeln je nach Anlass und Region.

## Pferdepushball
Seit 1902 gab es auch Pferde-Pushball, bei dem zwei Mannschaften mit je fünf Reitern versuchen, einen Ball in das gegnerische Tor zu befördern. Dieser soll von den Vorderbeinen oder dem Vorderkörper der Pferde bewegt werden.
Pferde-Pushball wurde manchmal bei Dressurdarstellungen vorgeführt.